# Archives d'État de la république de Saint-Marin
Les Archives d'État de la république de Saint-Marin sont un centre d'archives nationales, situé dans la capitale même, la Cité de Saint-Marin, sur la Contrada Omerelli, n° 23. 
Les statuts des archives saint-marinaises datent de 1600, leur règlement moderne de 1949 et la loi sur les archives de 1978.
Elles conservent notamment des actes retrouvés en 1749 et qui sont la source principale de l'histoire de Saint-Marin. Ces documents du fonds des archives publiques sont au nombre théorique de 787 articles (liasses, registres ou pièces) dont le plus ancien remonte à l'an 885. Pour ce fonds ouvert, il n'existe pas de cadre de classement mais une numérotation continue des articles selon le plan de classement actuel, qui comprend six grandes catégories. C'est donc à la fois une série unique, continue et ouverte. Cependant, pour les articles venant compléter une cote existante, la cotation se complexifie. Par exemple, dans la catégorie des Conseils et congrégation, les actes du Congrès de l'Annone (n°60) sont cotés : 65, 65/2 à 6, 62/7 à 9, 62/10 à 16, 62/17 à 18, soit 18 articles.
À ces archives d'État s'ajoutent des archives privées et des archives notariales, ainsi qu'un fonds de documentation.